# Донская советская республика
Донска́я Сове́тская Респу́блика (аббрев. ДСР) — территориальное образование времён гражданской войны в составе РСФСР с центром в Ростове-на-Дону, реально существовавшее в период с 23 марта по 4 мая 1918 года (нового стиля), а номинально по 30 сентября 1918 года на территории Области Войска Донского (фактически, всю территорию области не контролировала). Первоначально (до середины апреля 1918 года) — Донская республика.
В итоге трёх с половиной месяцев боев, после отхода Добровольческой армии и остатков казачьих частей генерала Каледина, 25 февраля 1918 года (нового стиля) на территории Области Войска Донского была установлена советская власть. 23 марта 1918 года (нового стиля) постановлением Донского областного Военно-революционного комитета, который являлся высшей властью на Дону до полномочного Съезда Советов Донской области, своим постановлением провозгласил «самостоятельную Донскую советскую республику в кровном союзе с Российской Советской Республикой» (официально — «Донская республика»). Одновременно с этим Военно-революционный комитет выделил из своих рядов Совет Народных Комиссаров в составе:
- председатель СНК и комиссар по военным делам — Ф. Г. Подтёлков (затем военным комиссаром был Е. А. Трифонов),
- комиссар по делам управления — М. В. Кривошлыков,
- комиссар по борьбе с контрреволюцией — А. Шамов,
- комиссар по делам народного хозяйства и зампред СНК — С. И. Сырцов,
- комиссар труда — И. П. Бабкин,
- комиссар народного просвещения — И. А. Дорошев,
- комиссар земледелия — Власов,
- комиссар по делам финансов — Е. А. Болотин,
- комиссар путей сообщения — П. Е. Безруких,
- комиссар почты и телеграфа — Александров,
- комиссар по делам призрения — П. П. Жук,
- управляющий делами СНК — Я. Орлов.

При этом главой республики, официально именуемым председателем Центрального исполнительного комитета советов Донской республики, был избран казак-большевик В. С. Ковалёв. Всем народным комиссарам, а также всем членам ЦИК был назначен оклад жалования в сумме 4000 рублей в месяц, а председателю ЦИК — 4300 рублей.

## История
23 марта 1918 года Областной Военно-революционный комитет постановил объявить Донскую область — Донской советской республикой. Также в постановление говорилось о том, что высшая власть на Дону осуществляется Областным Военно-революционным комитетом до полномочного съезда Советов, а границы республики «считать совпадающими с существующими границами Донской области впредь до соглашения с соседними советскими органами и Центральной Советской властью».
9 (22) апреля 1918 в Ростове-на-Дону в здании Клуба приказчиков открылся Областной съезд Советов Донской республики, который избрал президиум: Ковалёв В. С., Подтёлков Ф. Г., Кривошлыков М. В., Сырцов С. И., Турло С. С., Власов, Дорошев И. А., Камков, Штейнберг и др. В результате голосования 348 голосами «за» (106 — «против» и 42 воздержавшихся) была принята резолюция, которая рассматривала Донскую республику, как часть РСФСР. Также было проведено избрание членов ЦИК, куда попало 26 большевиков и 24 левых эсера. Позже были подтверждены полномочия всех ранее избранных комиссаров и членов Центрального исполнительного комитета советов Донской республики. Донская республика была переименована в Донскую советскую республику (ДСР).
Руководство ДСР было расколото на враждующие группировки и ослаблено общей неясностью обстановки и перспективой прихода немцев. Подтёлков, избранный председателем СНК республики, не обладал никакой реальной властью. Вся власть фактически принадлежала полевым командирам Красной армии, таким как Сиверс. Для налаживания контакта с Москвой Антонов-Овсеенко попросил Ленина прислать на Дон своего представителя. Ленин в ответ предложил Антонову-Овсеенко самому послать комиссара. Таким комиссаром стал некто Войцеховский, отметивший свое недолгое пребывание в городе реквизициями, вымогательством и террором.
16 апреля 1918 года (н. с.) при ЦИК был образован Чрезвычайный штаб обороны во главе с московским комиссаром Г. К. Орджоникидзе, которому ЦИК передал всю полноту власти. Штаб немедленно ввёл военное положения в городе. В тот же день был назначен чрезвычайный комендант Ростова — Васильченко. 23 апреля был поставлен вопрос об объявлении Ростова трудовой коммуной по примеру Петрограда; по итогу доклада Васильченко, Ростов и Нахичевань провозглашались трудовой коммуной:

… Ростово-Нахичеванский Совет рабочих депутатов объявляет г. г. Ростов и Нахичевань Трудовой Коммуной.
— Борисенко И. Советские республики на Северном Кавказе в 1918 году. — Ростов-на-Дону: Северный Кавказ, 1930. — Т. I. Краткая история республик. — С. 98. — 272 с. Архивировано 17 июля 2019 года.
ДСР фактически не контролировала всю территорию, на которой была объявлена. Начиная с конца марта, на Дону вспыхивают казачьи восстания в разных станицах. Восстания были спровоцированы попытками земельного передела. Помимо этого, в Области фактически существовало двоевластие: в то время, как в пролетарской столице Ростове правило руководство ДСР, в «исторической» столице Новочеркасске власть находилась в руках «красных казаков» во главе с бывшим войсковым старшиной Н. Голубовым. 9 апреля отряды ДСР выбили своего бывшего союзника Голубова из Новочеркасска, что ещё более обострило противоречия между ДСР и казаками. 14 апреля жителями низовых станиц был захвачен Новочеркасск. Однако уже 16 апреля, подтянув силы из Ростова-на-Дону, красногвардейцы выбили повстанцев из Новочеркасска. После вторжения на Дон немецких войск, 6 мая, получив подкрепления, казаки снова свергли советскую власть в Новочеркасске и объявили о создании Всевеликого Войска Донского.
Председатель Совнаркома Подтёлков с частью своих сторонников ушёл на север ДСР, пытаясь найти опору среди верховых казаков. 10 мая верховые казаки окружили отряд Подтёлкова и арестовали его, а 11 мая судили и повесили. За несколько месяцев казаки очистили территорию Донской республики от красногвардейцев (на южной и западной окраинах — при содействии белогвардейцев и немцев).
4 мая 1918 года завершилась эвакуация войск и органов управления ДСР из Ростова-на-Дону. На следующий день в город вошёл отряд полковника М. Г. Дроздовского, завершавший свой переход с Румынского фронта на Дон. Пройдя через весь Ростов и Нахичевань-на-Дону, и не встретив никакого сопротивления, дроздовцы ушли в сторону Новочеркасска. В Ростове, в гостинице «Петроград» (Казанский переулок, 128) был оставлен эмиссар Дроздовского отряда, который вскоре начал запись добровольцев. При этом вступающим в отряд офицерам было обещано жалованье — 200 рублей, а солдатам — от 25 до 95 рублей в месяц.
5 мая 1918 года столица Донской республики — Ростов-на-Дону — достался без боя 52-й Вюртембергской резервной пехотной бригаде, тогда как командование Красной армии вследствие немецкого наступления переехало в Царицын, оставив в южном пригороде Ростова-на-Дону — Батайске — сотни своих солдат. И только в июле 1918 года эти остатки армии Донской республики были частично уничтожены, а частично рассеяны. Германским корпусом генерала Кнёрцера была оккупирована западная окраина ДСР, включая Ростов, Нахичевань, Таганрог, Миллерово, Чертково. Оккупацию Таганрога, Ростова и Нахичевани германское командование произвело на основании того, что эти города до 31 декабря 1887 года входили в состав Екатеринославской губернии, а согласно секретному приложению к Брестскому договору вся Украина, включая Екатеринославскую губернию, должна быть оккупирована германскими и австрийскими войсками. Руководство ДСР, эвакуировавшееся в станицу Великокняжескую, впоследствии перебралось в Царицын и продолжало там деятельность. 11 июня Ковалёв подал в отставку и председателем ЦИК и СНК Донской республики стал И. А. Дорошев (он же военком), а наркомвнуделом — Васильченко. 6 июля Дорошев отказался от должности председателя и на этот пост был избран Станислав Турло. 18 июля царицынские власти (комиссар Минин) в связи с конфликтом арестовали большую часть руководства Донской республики, вызвав громкие протесты оставшихся на свободе Васильченко (врио председателя СНК), Богуславского и Жука.
К середине августа 1918 года 60-тысячная Донская казачья армия (белая) под командованием генерала Краснова овладела почти всей территорией ДСР. Советские войска с боями отошли к границам Воронежской и Саратовской губерний и влились в состав Южного фронта. Советское правительство ДСР 12 августа 1918 года приняло решение о самороспуске. 30 сентября 1918 года Президиум ВЦИК утвердил постановление считать Донскую советскую республику упразднённой.

### Комментарии
1. ↑  В романе Алексея Толстого «Хождение по мукам» Войцеховский выведен под именем Бройницкого